# Blaffetuur
Een blaffetuur is een vensterluik (dat wil zeggen zijdelings te sluiten). Het woord staat in de officiële lijst van Nederlandse woorden. Het wordt echter in Nederland niet of nauwelijks gebruikt. In België daarentegen is het - vooral in spreektaal - een courant gebruikt woord.  In een aantal Vlaamse dialecten wordt het ook voor rolluik gebruikt.
De etymologie van het woord is onduidelijk, hoewel het kan worden aangenomen dat er een Frans component in het woord schuilgaat.
In het oud-Vlaams betekende blaffer onder andere papier, en een blaf was een groot blad papier.  Hieruit ontstond het woord blaffetuur wat duidde op een papieren afsluiting of luik.
Volgens Etymologisch Woordenboek Van Dale is 'blaffetuur' te verbinden met het middeleeuws Latijn 'blaffardus' (van een bleke kleur). Er wordt eveneens verwezen naar het Middelhoogduits 'bleichvar' vgl. 'verf' en 'bleek'.